# 惡魔城 血族
《悪魔城 血族》是科樂美唯一一款發行在Mega Drive平台上的惡魔城系列遊戲，也是Mega Drive獨佔遊戲。

## 設定
本作在不同地區銷售時使用不同的名字，美版名字取自於「乾坤的血族」（乾坤の血族，Divine Bloodline），是1993年PC Engine遊戲《惡魔城X 血之輪迴》第一個場景的音樂（也是1995年SFC遊戲《惡魔城XX》第一個場景的音樂）。日版名字取自於歷代吸血鬼殺手的武器妖鞭「吸血鬼殺手」（バンパイアキラー，Vampire Killer）。
與惡魔城系列其他遊戲不同的是，本作是第一款故事不侷限於德古拉的城堡甚至是羅馬尼亞的遊戲。除第一關是羅馬尼亞的德古拉城堡外，其他四關都是發生在歐洲其他國家：希臘雅典、意大利比薩、德國一座兵工廠、法國凡爾賽宮以及虛構的英格蘭普洛塞庇娜城堡（Castle Proserpina）。
之前惡魔城系列其他遊戲除人物德古拉外，與愛爾蘭作家布拉姆·斯托克（Bram Stoker）的原作小說《德古拉》（Dracula）聯繫較少，但本作想加強遊戲劇情與原作小說的聯繫。主角約翰·莫裡斯（John Morris）被設定為小說中英雄之一昆西·莫裡斯（Quincey Morris）之子。
遊戲中還有其他以歷史人物為原型的角色，伊莉莎白·巴特利（Elizabeth Bartley）原型是匈牙利的伯爵夫人巴托里·伊莉莎白（Elizabeth Báthory），德羅塔·楚特斯（Drolta Tzuentes）原型是巴托里·伊莉莎白的侍從Dorottya Szentes。她們的遊戲中名字英文拼写都在轉譯的过程中發生了偏差。
遊戲的背景還涉及到了引發第一次世界大戰的奧匈帝國皇储弗朗茨·斐迪南大公遇刺的薩拉熱窩事件。
本作的劇情還影響了NDS遊戲《惡魔城 迷宮迴廊》，該作主角之一喬納森·莫裡斯（ジョナサン・モリス，Jonathan Morris）是約翰·莫裡斯之子。

## 角色

### 可操作角色
約翰·莫裡斯（John Morris（Jonī Morisu））
1895年12月12日生於美國德克薩斯, 為1897年殺死德古拉的英雄昆西·莫裡斯之子。他也是妖鞭「吸血鬼殺手」（Vampire Killer（Banpaia Kirā））的持有者。
NDS遊戲《惡魔城 迷宮迴廊》主角之一喬納森·莫裡斯（Jonathan Morris）之父。
"John Morris has been summoned by fate to slay the Countess Bartley before her diabolic plan can be fulfilled. Like all of his forefathers, he is wise in the ways of vampire slaying and is skilled with the legendary whip." （页面存档备份，存于）
埃裡克·萊卡德（Eric Lecarde（Erikku Rikādo））
1892年5月3日生於西班牙塞戈維亞的貴族家庭，是約翰的好友。他使用的武器是阿魯卡多之矛（Alcarde Spear（Arukādo Supia）），此武器是由德古拉之子阿魯卡多所鑄造。
"Eric Lecarde, master lanceman, has volunteered to take his friend's place in the hunt. However, he hasn't told John the real reason behind his appetite for vengeance: the Countess turned the love of his life, Gwendolyn, into a vampire."  （页面存档备份，存于）

### 反派敵人
德羅塔·楚特斯（Drolta Tzuentes）
魔女。伊莉莎白的僕從和謎一樣的巫婆。她操縱魔物企圖阻擋吸血鬼殺手們前進。
原型是歷史上的Dorottya Szentes，是巴托里·伊莉莎白的侍從。
伊莉莎白·巴特利（Elizabeth Bartley）
德古拉的侄女，女吸血鬼。處死於300年前，被德羅塔復活。她舉行邪惡儀式，引發薩拉熱窩事件導致世界大戰，來收集欧洲人的亡魂以復活德古拉。
原型是歷史上的巴托里·伊莉莎白（匈牙利語：Báthory Erzsébet，1560年－1614年），匈牙利的伯爵夫人。
德古拉（Dracula）
吸血鬼，伊莉莎白的叔父。在1897年被昆西·莫裡斯消滅，屍體安置在伊莉莎白位於英格蘭的城堡。德羅塔和伊莉莎白企圖復活他。
故事緊密聯繫愛爾蘭作家布莱姆·斯托克的小說《德古拉》中的德古拉（Dracula），原型是歷史上的弗拉德三世·采佩什（（羅馬尼亞語：Vlad al III-lea Ţepeş，1431年-1476年），瓦拉几亚大公。

### 其他
昆西·莫裡斯（Quincy Morris）
約翰·莫裡斯的父親，貝爾蒙多家族的後裔，在1897年殺死德古拉後去世。
故事緊密聯繫愛爾蘭作家布莱姆·斯托克的小說《德古拉》中的昆西·莫裡斯（Quincey Morris）。

## 劇情
1897年，人類與吸血鬼漫長的戰爭走到了盡頭，貝爾蒙多家族的後裔昆西·莫裡斯消滅了德古拉，歐洲恢復了和平。直到1914年第一次世界大戰爆發，歐洲又陷入了充斥著暴力與屠殺的黑暗世界。大戰的起因是1914年6月奧匈帝國皇儲在薩拉熱窩被暗殺的事件。据说一個陌生的美麗女子與此事有莫大的關聯，那就是伊莉莎白·巴特利，爲了復活她的叔父德古拉伯爵，她舉行了邪惡儀式，引發了戰爭來收集人類亡魂。
遊戲發生於1917年，主角是約翰·莫裡斯和埃裡克·萊卡德。約翰·莫裡斯是享有盛譽的貝爾蒙特家族和莫裡斯家族的後裔，遵從命運的指示致力於消滅吸血鬼；埃裡克·萊卡德則是因女友在伊莉莎白被復活的同時被變成了吸血鬼而加入戰鬥。在德羅塔·楚特斯復活伊莉莎白後，她们穿行於欧洲各國準備復活德古拉伯爵。約翰·莫裡斯和埃裡克·萊卡德則追尋其後。即使德古拉被成功復活，吸血鬼獵人們也最終擊敗了他和他的同夥們。

## 媒體評價
在GamesRadar網站評選的史上最優秀25款Genesis（MD）遊戲中本作排名第8位。

## 外部連結
- 悪魔城系列官方網站 （页面存档备份，存于）（日語）